# Église Saints-Pierre-et-Paul de Ville-sur-Saulx
Pour les articles homonymes, voir Église Saints-Pierre-et-Paul.
L'église Saints-Pierre-et-Paul est une église catholique située à Ville-sur-Saulx, dans le département de la Meuse.

## Localisation
L'église est située entre le village et la Saulx, le presbytère salle communale a un grand jardin descendant sur la rivière.

## Description
L'église, reconstruite entre 1869 et 1873 en style sulpicien a une chapelle particulière à droite du cœur, qui possède une ouverture avec volets donnant sur l'autel. Cœur entouré des statues de Pierre Fourier, de André Fournet, de Noël Pinot...
Monuments : elle possède un monument aux morts de la Première Guerre mondiale, au comte et au baron Boussier. 
Le chemin de croix, sculpté par Anselme Warren  et peint par G. Houzuc  est classé depuis  1997. Fabriqué en 1885, bois bronze et terre cuite, c'est une œuvre peinte en trois dimensions.

## Annexes

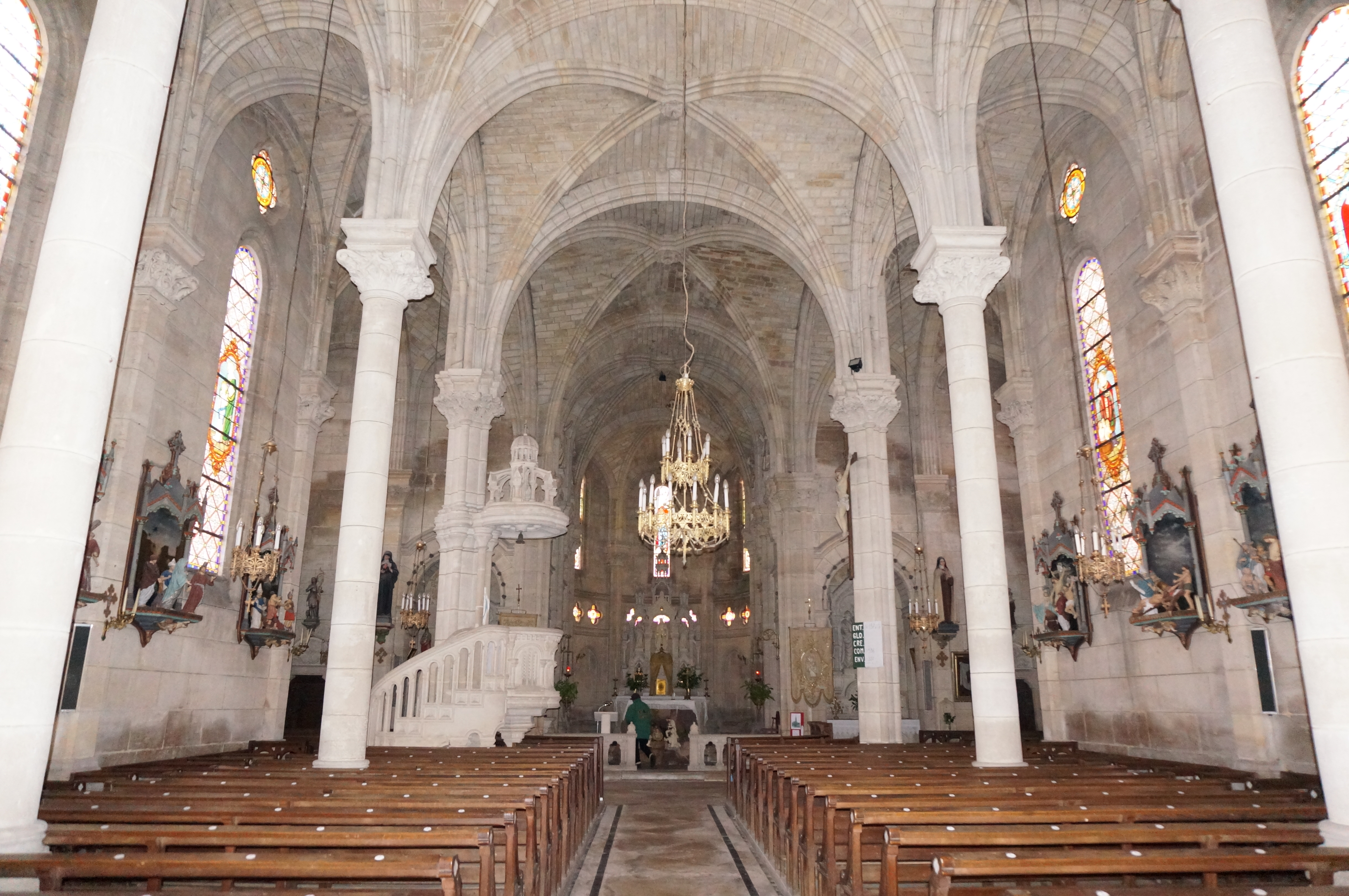
La nef.
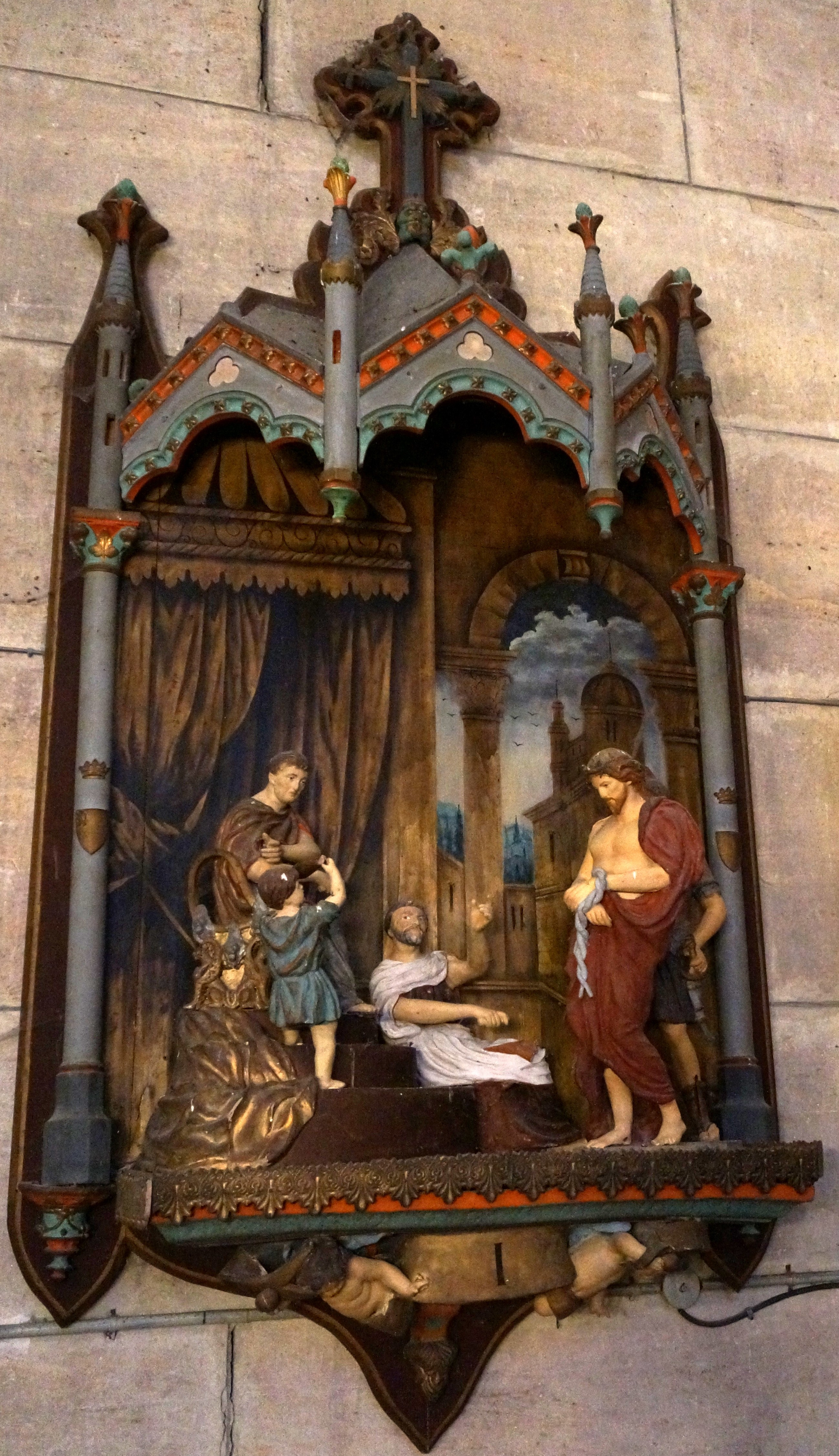
Station de croix N°1.
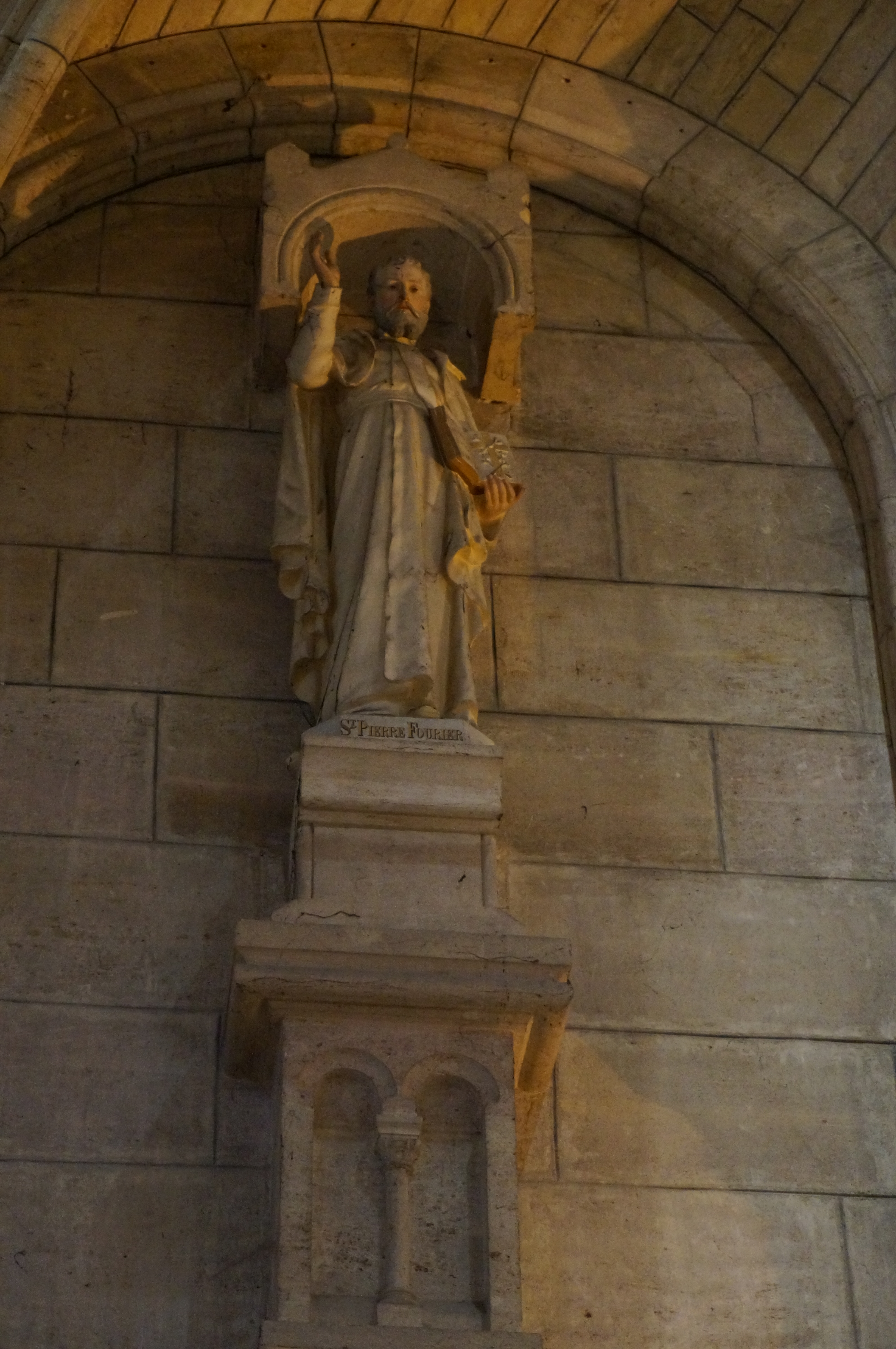
Statue de Pierre Fourier.
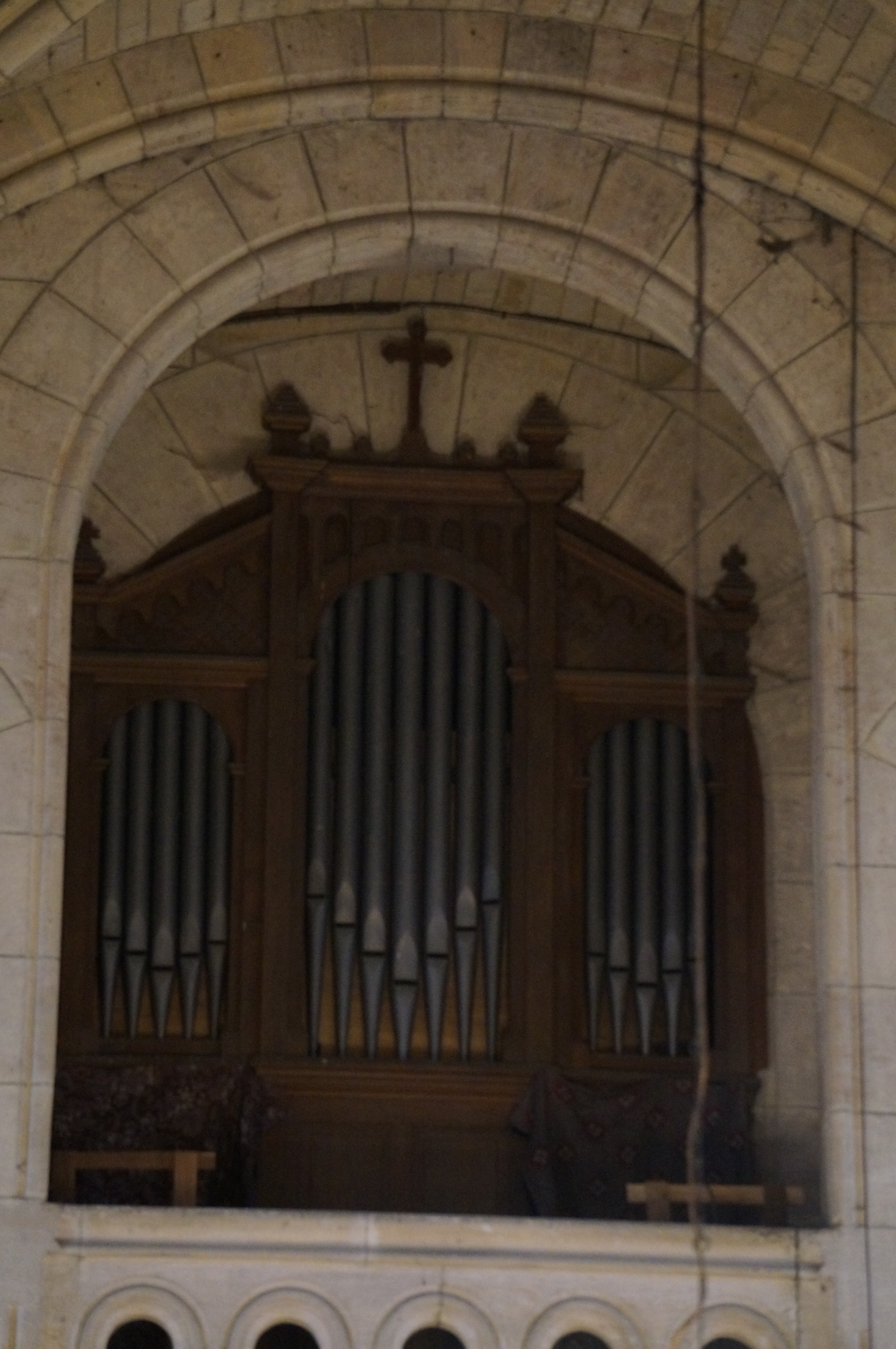
Orgues.
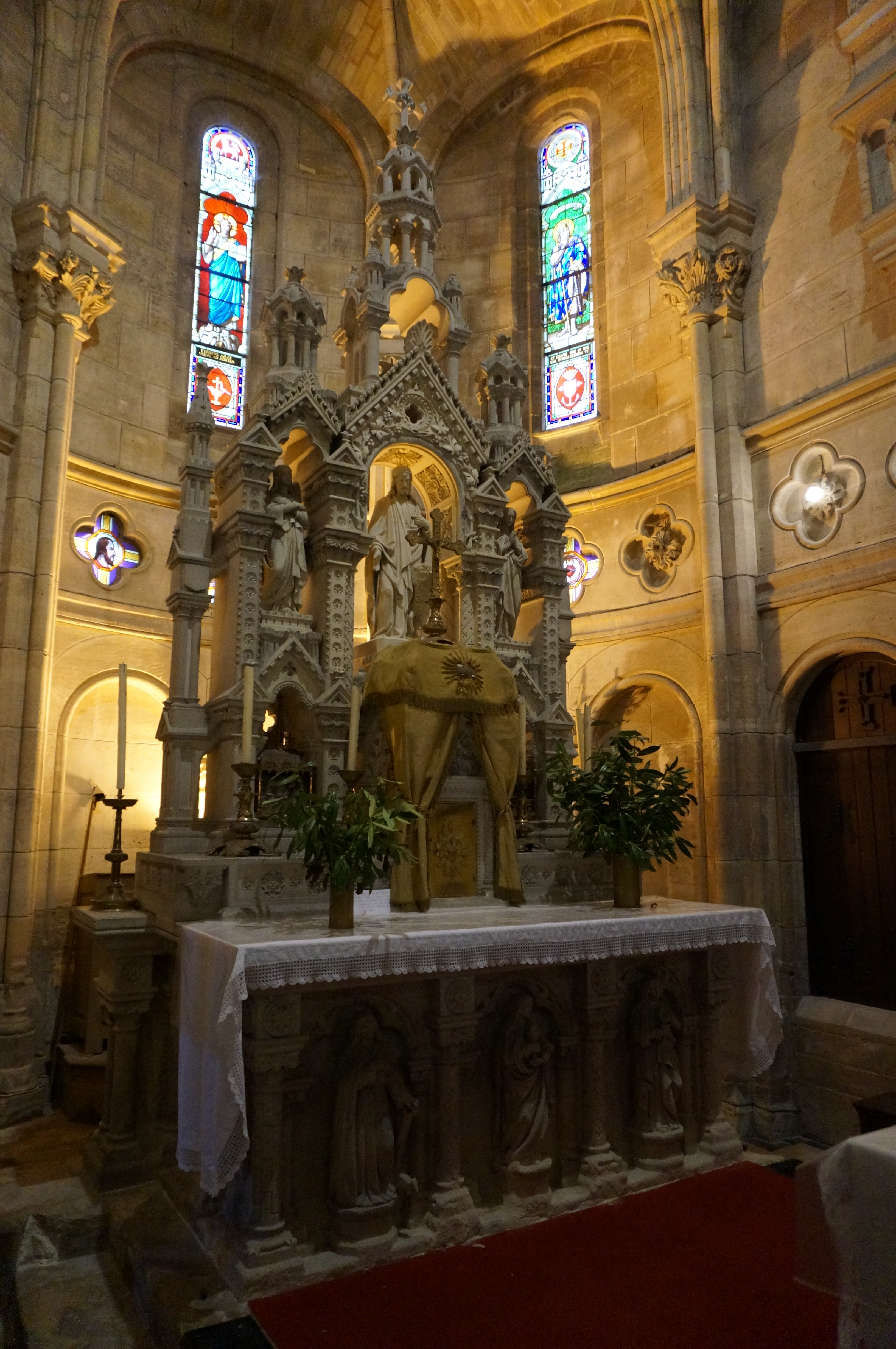
Autel principal et ouverture sur la chapelle à droite.
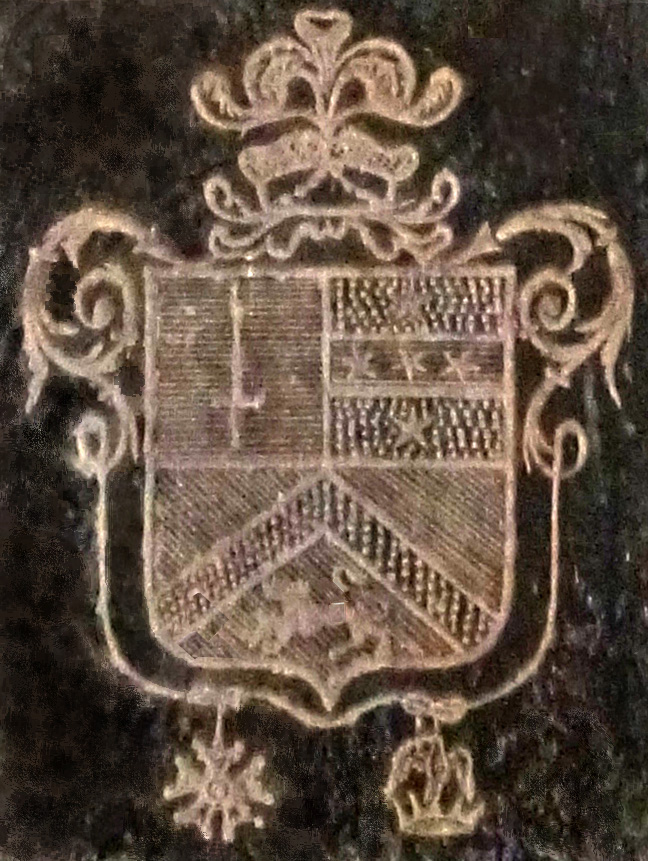
Armes du comte Broussier.
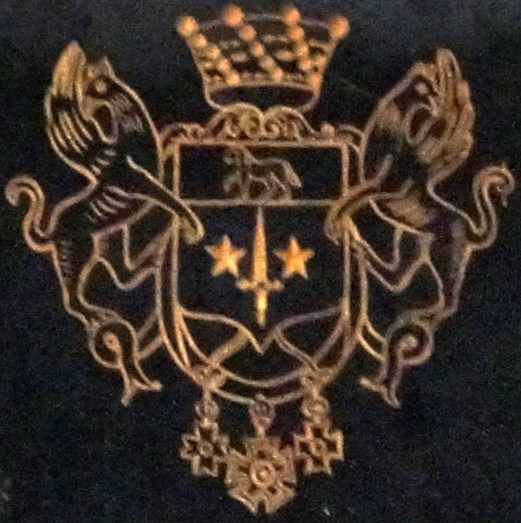
Armes du baron Broussier.